# آد ورلد:آيبز آديسي
آد ورلد:آبيز آديسي (بالإنجليزية: Oddworld: Abe's Oddysee)، هي لعبة فيديو من نوع منصات سينمائية، أنتجت عام 1997م، وتعمل على أنظمة ألعاب الفيديو التالية : أون لايف وبلاي ستيشن وتحميل عبر بلاي ستيشن نتورك ونظام دوس ونظام ويندوز.

## قصة اللعبة
تبدأ القصة حول مصنع أسطوري لإنتاج اللحوم وكانت المخلوقات الخضراء تحت عرضة العبودية والأعمال الشاقة يسعون لإنتاج اللحوم الحيوانية الافتراضية، وكانت المصنع تعرضت لانهيار في سوق الأسهم ونقص شديد في محتوى اللحم، فقرر الأشرار مؤسسي المصنع بأن يحول الضحايا للحوم لكي يستعيد مصنعه لللأرباح، فأكتشف آبي الأمر وقرر الهروب من الجحيم ويريد أن ينقذ زملائه من هذا الفخ الخطير.

## وصلات خارجية
- Official Oddworld: Abe's Oddysee website
- Oddworld: Abe's Oddysee على موبي غيمز
- Oddworld: Abe's Oddysee على موقع غيم فاكس
- آد ورلد:آيبز آديسي على موقع IMDb (الإنجليزية)